# Rui de Figueiredo
Rui José Pacheco de Figueiredo (Pangim, Goa, Índia Portuguesa, 19 de abril de 1929 – College Station, Texas, 22 de julho de 2013) foi um engenheiro eletricista, matemático e cientista da computação. Foi professor de engenharia elétrica, ciência da computação e matemática aplicada da Universidade da Califórnia em Irvine.

## Vida e formação
Após completar o ensino médio na Índia estudou no Instituto de Tecnologia de Massachusetts, onde obteve os graus de B.S. em 1950 e M.S. em 1952. Obteve um PhD na Universidade Harvard em 1959.
Rui de Figueiredo trabalhou como consultor da Comissão de Energia Atômica Portuguesa quando completando seu doutorado, tornando-se depois chefe da divisão de matemática aplicada e física do Centro de Pesquisas Nucleares em Sacavém, Portugal. Em 1962 retornou para os Estados Unidos. Em 1965 foi full professor da Universidade Rice. Em 1990 foi professor da Universidade da Califórnia em Irvine

## Publicações selecionadas
- 1971. "Optimal spline digital simulators of analog filters". With A.N. Netravali. IEEE Trans. on Circuit Theory, pp. 711–717, vol. CT-18, 1971.
- 1980. “A best approximation framework and implementation for simulation of large-scale non-linear systems". With T.A.W. Dwyer, III. IEEE Trans. on Circuits and Systems, pp. 1005–1014, vol. CAS-27, no. 11, 1980.
- 1986. “A general moment-invariants/attributed-graph method for 3D object recognition from a single image". With B. Bamieh. IEEE Journal of Robotics and Automation, pp. 31–41, vol. RA-2, no. 1, 1986.
- 1991. “A theory of photometric stereo for a class of diffuse, non-Lambertian surfaces". With H.D. Tagare. IEEE Transactions on Pattern Analysis and Machine Intelligence, pp. 133–152, vol. 13, no. 2, 1991.
- 1998. “A new neural network for cluster detection and labeling". With T. Eltoft. IEEE Trans. on Neural Networks, pp. 1021–1035, vol. 9, no. 5, 1998.
- 2002. “Sampled-Function Weighted Order Filters". With R. Oten. IEEE Trans. on Circuits and ystems—Part II: Analog and Digital Signal Processing, pp. 1–10, vol. 49, 2002.